# Prigorje
Prigorje är en region i centrala och nordvästra Kroatien. Huvudstaden, Zagreb ligger i Prigorje. Andra större städer är Zaprešić, Samobor, Vrbovec och Jastrebarsko. Prigorje gränsar i norr till Zagorje och Podravina, i sydost till Kordun, i väst och nordväst till Slovenien, i sydväst till Gorski kotar och i söder till Turopolje.